# رباط العثماني (السدة)

تعديل مصدري - تعديل

رباط العثماني هي إحدى قرى عزلة بني العثمانيين بمديرية السدة التابعة لمحافظة إب، بلغ تعداد سكانها 929 نسمة حسب تعداد اليمن لعام 2004.